# Näfels
Näfels – miejscowość w gminie Glarus Nord w Szwajcarii, w kantonie Glarus. Według danych na 31 grudnia 2021 liczy 4633 mieszkańców. Do 31 grudnia 2010 samodzielna gmina.
Leży na południowym skraju aluwialnej równiny, ciągnącej się od Jeziora Zuryskiego po Walensee, u wylotu doliny Linth (de facto kanału Escherkanal). W 1388 miejscowość była areną historycznej, zwycięskiej bitwy pod Näfels, stoczonej przez Szwajcarów z Habsburgami.
Cennym zabytkiem miejscowości jest zamek Freuler (niem. Freulerpalast). Zbudowany w latach 1642–1647 w stylu późnego renesansu jako siedziba Kaspra Freulera, żołnierza wzbogaconego w służbach królów francuskich. Obecnie siedziba muzeum (Museum des Landes Glarus) z cennymi wnętrzami z epoki.